# Claudio Gioè
Claudio Gioè es un actor italiano, más conocido por actuación en la película Passato prossimo y por haber interpretado a Totò Riina en la miniserie Il capo dei capi y a Ivan Di Meo en la serie Squadra antimafia - Palermo oggi.

## Carrera
En 2004 dio vida al fiscal adjunto italiano Antonio Ingroia en la miniserie Paolo Borsellino. En 2007 se unió al elenco principal de la miniserie Il capo dei capi, donde dio vida a Salvatore "Totò" Riina. En 2009 se unió al elenco de la primera temporada de la popular serie italiana Squadra antimafia - Palermo oggi, donde dio vida al oficial de la policía y superintendente Ivan Di Meo hasta la segunda temporada en 2010.
En 2012 se unió al elenco de la serie Il tredicesimo apostolo, donde da vida al joven sacerdote Gabriel Antinori. En 2014 apareció en el drama Il Bosco.

## Filmografía

### Series de televisión
| Año             | Título                           | Personaje        | Notas                   |
| --------------- | -------------------------------- | ---------------- | ----------------------- |
| 2015 - presente | Il Sistema                       | Alessandro Luce  | -                       |
| 2014 - presente | Il Bosco                         | Alex Corso       | miniserie               |
| 2012 - presente | Il tredicesimo apostolo          | Gabriel Antinori | 11 episodios            |
| 2009 - 2010     | Squadra antimafia - Palermo oggi | Ivan Di Meo      | 13 episodios            |
| 2007            | Il capo dei capi                 | Totò Riina       | 6 episodios - miniserie |
| 2006            | Codice rosso                     | Ivan Amidei      | 12 episodios            |
| 2005            | Cefalonia                        | Don Liborio      | miniserie               |
| 2004            | Paolo Borsellino                 | Antonio Ingroia  | miniserie               |
| 2001            | Bradipo                          | Walter           | -                       |

### Películas
| Año  | Título                                 | Personaje           | Notas |
| ---- | -------------------------------------- | ------------------- | --- |
| 2014 | Latin Lover                            | -                   | junto a Jordi Mollà, Francesco Scianna, Toni Bertorelli, Valeria Bruni Tedeschi, Lluís Homar & Virna Lisi        |
| 2013 | La mafia solo mata en verano           | Francesco           | junto a Cristiana Capotondi, Antonino Bruschetta, Alex Bisconti, Ginevra Antona & Barbara Tabita                 |
| 2012 | La missione di 3P                      | Don Ciccio          | junto a Donatella Finocchiaro & Leo Gullotta                                                                     |
| 2011 | Boris - Il film                        | Francesco Campo     | junto a Luca Amorosino, Valerio Aprea, Antonino Bruschetta, Antonio Catania & Carolina Crescentini               |
| 2010 | Henry                                  | Comisario Silvestri | junto a Carolina Crescentini, Aurelien Gaya, Pietro De Silva, Paolo Sassanelli, Michele Riondino & Eriq Ebouaney |
| 2010 | Giovanni e Paolo e il mistero dei pupi | Mago Nivuro         | junto a Mattia Nissolino, Barbara Pitotti, Leo Gullotta, Donatella Finocchiaro & Emanuele Ruzza                  |
| 2009 | La matassa                             | Antonio             | junto a Anna Safroncik, Domenico Centamore, Tuccio Musumeci & Pino Caruso                                        |
| 2009 | La straniera                           | Torcelli            | junto a Eugenio Allegri, Sonia Bergamasco, Kaltoum el Fan & Ahmed Hafiene                                        |
| 2007 | Piano, solo                            | Alessandro          | junto a Kim Rossi Stuart, Jasmine Trinca, Paola Cortellesi, Michele Placido, Corso Salani & Alba Rohrwacher      |
| 2007 | Dalla finestra aperta                  | -                   | corto - junto a Cecilia Dazzi                                                                                    |
| 2005 | E se domani...                         | Giovanni            | junto a Luca Bizzarri, Paolo Kessisoglu, Sabrina Impacciatore & Marit Nissen                                     |
| 2005 | Ti racconto una storia                 | Carlo               | corto - junto a Lisa Girelli & Nicole Mancuso                                                                    |
| 2004 | Stai con me                            | Rodolfo             | junto a Giovanna Mezzogiorno, Adriano Giannini, Marta Mondelli & Yari Gugliucci                                  |
| 2003 | La meglio gioventù                     | Vitale Micavi       | junto a Luigi Lo Cascio, Alessio Boni, Sonia Bergamasco, Maya Sansa, Fabrizio Gifuni & Riccardo Scamarcio        |
| 2003 | Passato prossimo                       | Giammaria           | junto a Valentina Cervi, Paola Cortellesi, Claudio Santamaria, Giorgio Colangeli & Pierfrancesco Favino          |
| 2002 | Francesco                              | Pietro              | junto a Raoul Bova, Amélie Daure, Gianmarco Tognazzi, Paolo Briguglia, Mariano Rigillo & Erika Blanc             |
| 2000 | Quando si chiudono gli occhi           | -                   | corto - junto a Valentina Cervi & Andrea Bruschi                                                                 |
| 2000 | I cento passi                          | Salvo Vitale        | junto a Luigi Lo Cascio, Luigi Maria Burruano, Paolo Briguglia, Domenico Centamore & Antonino Bruschetta         |
| 1999 | Operazione Odissea                     | Telemaco            | junto a Luigi Maria Burruano, Victor Cavallo, Lorenzo Crespi, Domenico Fortunato, Luca Lionello & Daniele Liotti |
| 1999 | The Protagonists                       | Happy               | junto a Tilda Swinton, Fabrizia Sacchi, Andrew Tiernan, Paolo Briguglia & Michelle Hunziker                      |
| 1997 | Qui                                    | Him                 | corto - junto a Zita Donini                                                                                      |

### Teatro
| Año         | Título            | Personaje | Teatro                 |
| ----------- | ----------------- | --------- | ---------------------- |
| 2011 - 2012 | Eretici e corsari | -         | Teatro dell'Archivolto |

## Premios y nominaciones
| Año  | Categoría             | Premio                     | Películas/Serie        | Resultado |
| ---- | --------------------- | -------------------------- | ---------------------- | --------- |
| 2012 | -                     | Giffoni Award              | -                      | Ganador   |
| 2008 | -                     | Shadowline Award           | -                      | Ganador   |
| 2005 | Best Actor            | Cittadella del Corto Award | Ti racconto una storia | Ganador   |
| 2003 | Best Supporting Actor | Silver Ribbon Award        | Passato prossimo       | Nominado  |